# 장천샤오
장천샤오(중국어 간체자: 张宸逍, 정체자: 張宸逍, 병음: Zhāng Chénxiāo, 한자음: 장신소, 1999년 10월 18일 ~ )는 중국의 배우이다. 

## 출연작

### 드라마
- 2021년 텐센트 웹드라마 《사형청안극본래》 - 마적 역
- 2022년 텐센트 웹드라마 《동거남우시인어》 - 청시 역
- 2022년 아이치이 웹드라마 《창란결》 - 손풍 역
- 2022년 텐센트 웹드라마 《절교파파파》 - 송양 역